# Trypauchenichthys
A Trypauchenichthys a csontos halak (Osteichthyes) főosztályának a sugarasúszójú halak (Actinopterygii) osztályába, ezen belül a sügéralakúak (Perciformes) rendjébe, a gébfélék (Gobiidae) családjába és az Amblyopinae alcsaládjába tartozó nem.

## Előfordulásuk
A Trypauchenichthys-fajok előfordulási területe a Csendes-óceán nyugati és az Indiai-óceán északkeleti részein van. A következő országok brakkvízeiben fordulnak elő: Ausztrália, a Fülöp-szigetek, India, Indonézia és Malajzia.

## Megjelenésük
E halak hossza fajtól függően 6,6-18 centiméter között van.

## Életmódjuk
Trópusi gébfélék, amelyek főleg brakkvizekben élnek; azonban a Trypauchenichthys typus az édesvízben is megtalálható. Az élőhelyeik mélyebb pontjait válasszák otthonul.

## Szaporodásuk
Szaporodási szokásaik eddig még ismeretlenek.

## Rendszerezés
A nembe az alábbi 3 faj tartozik:
- Trypauchenichthys larsonae Murdy, 2008
- Trypauchenichthys sumatrensis Hardenberg, 1931
- Trypauchenichthys typus Bleeker, 1860